# Div-e Sepid
Div-e Sepid (in persiano: دیو سپید‎, "Demone Bianco") è il capo dei Div ("Demoni") di Mazandaran del poema persiano Shahnameh. 
Il suo corpo è enorme, ha una forza incredibile ed è esperto in stregoneria e negromanzia. Distrugge l'esercito di Key Kavus evocando una fitta tempesta di grandine, massi e tronchi. Quindi cattura Kay Kavus, i suoi comandanti e paladini. Li acceca e li imprigiona in un sotterraneo. Rostam, il più grande eroe della mitologia persiana, intraprende le sue Sette Fatiche per liberare il sovrano. Rostam uccide Div-e Sepid e usa il suo cuore e il suo sangue per curare la cecità del re e degli eroi persiani catturati. Rostam viene spesso raffigurato con la testa di Div-e Sepid come elmo